# Eaton (Australië)
Eaton is een plaats in de regio South West in West-Australië. Het ligt 165 kilometer ten zuiden van Perth en 7 kilometer ten westen van Bunbury. Eaton ligt op de zuidelijke oever van de rivier Collie. Het is sinds 1999 het administratieve centrum van de Shire of Dardanup waarvan het deel uitmaakt.

## Geschiedenis
Het eiland in de Collierivier werd eerst Alexander Island genoemd maar er bestond reeds een eiland met die naam. De Bunbury Road Board besloot het eiland daarom Eaton Island te noemen. Foster Eaton was een visserij- en jachtinspecteur. Het eiland werd naar hem vernoemd ter erkenning van zijn werk in de streek.
Toen in 1951 met de residentiële ontwikkeling van de streek werd begonnen, noemde men de verkaveling eerst Collie River Estate. Later veranderde men dat in Eaton vanwege de nabijheid van Eaton Island.

## Transport
Eaton ligt langs de Australind Bypass.

## Galerij

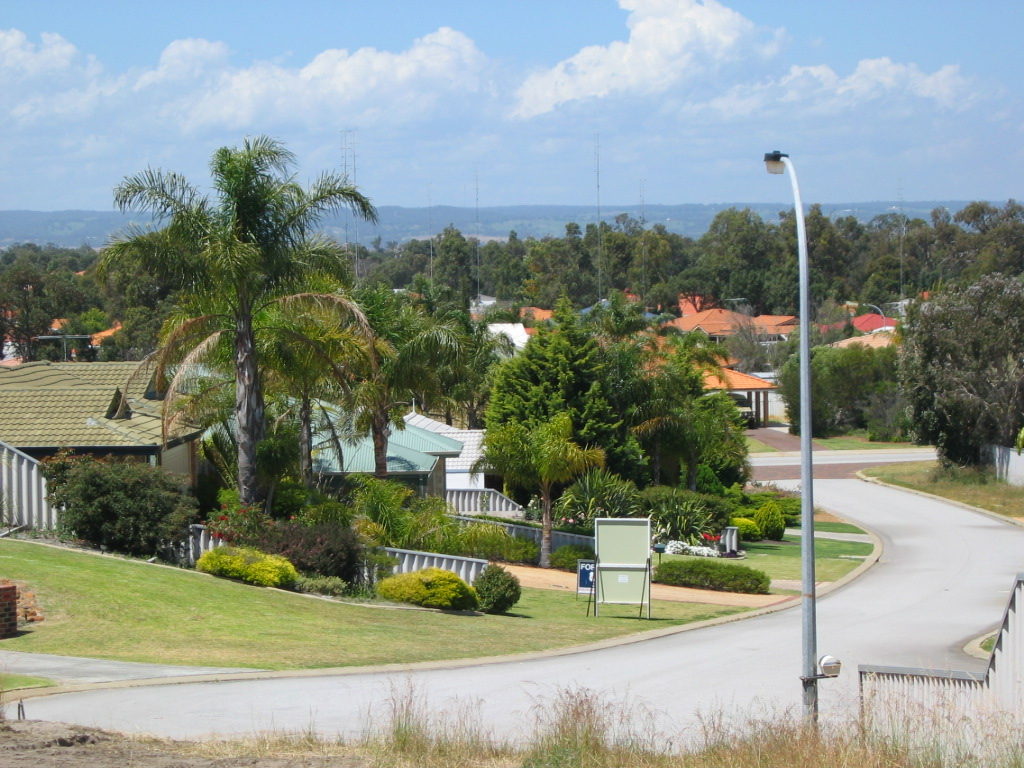
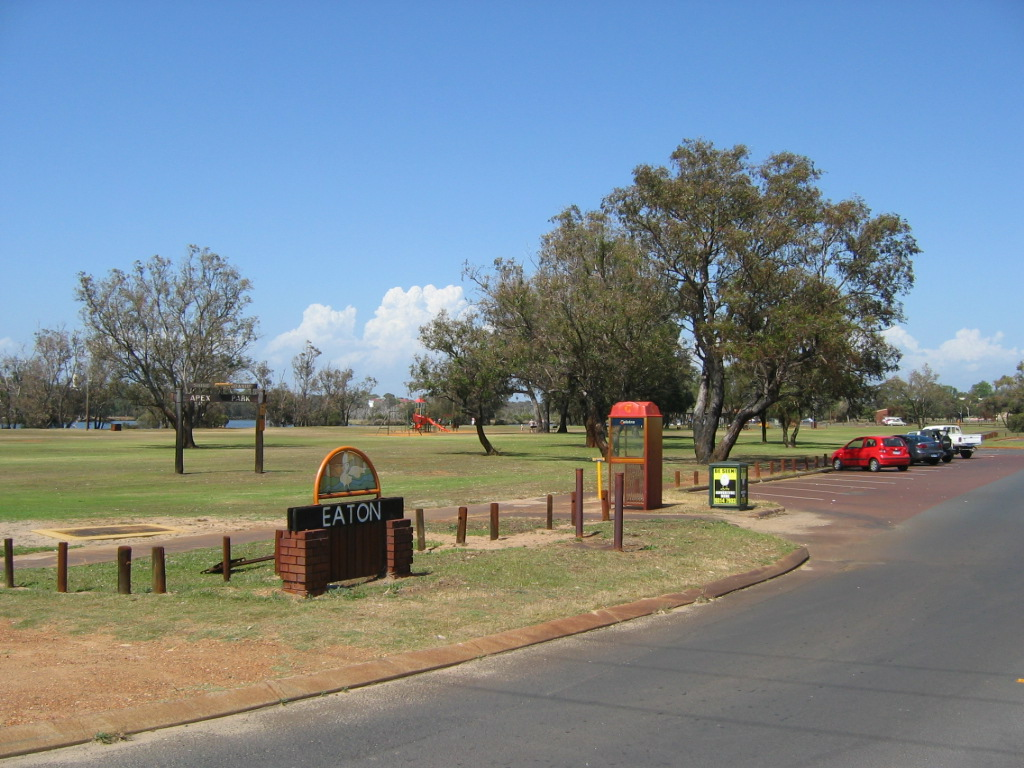
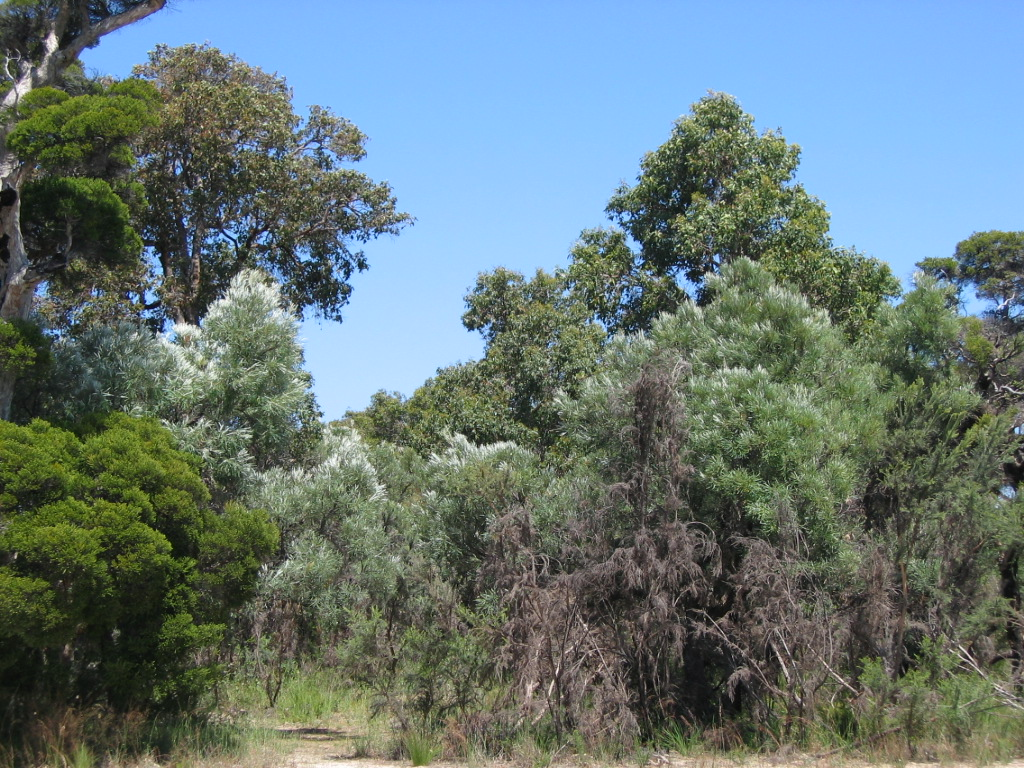
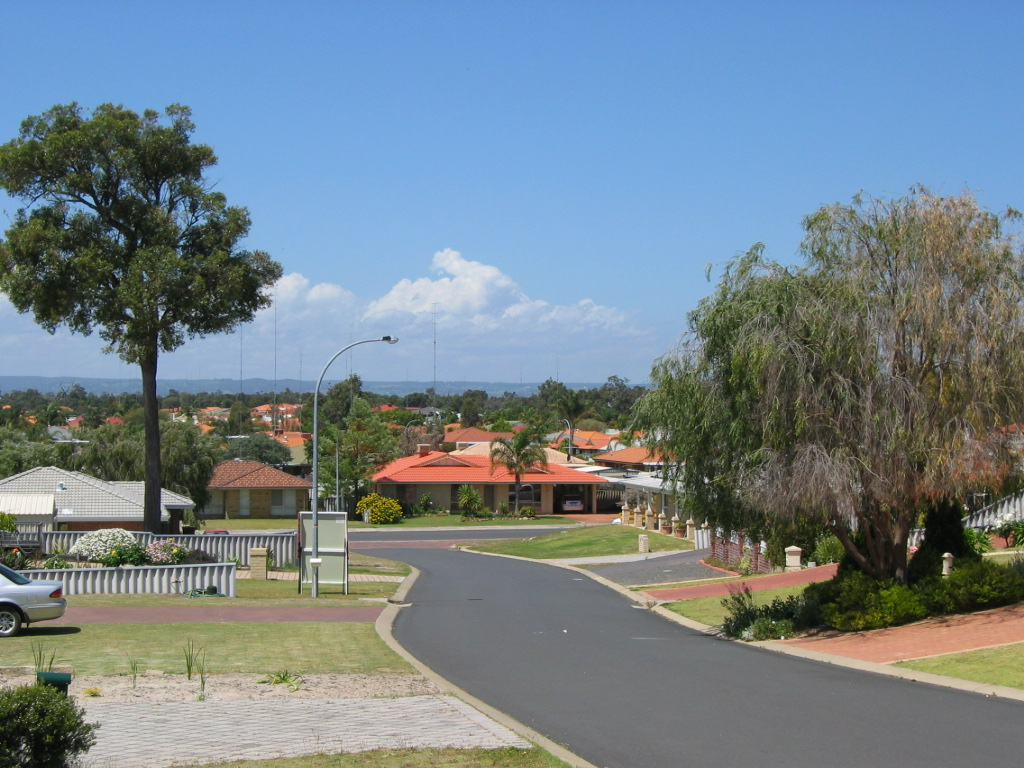